# Nola exposita
Nola exposita är en fjärilsart som beskrevs av Dyar 1898. Nola exposita ingår i släktet Nola och familjen trågspinnare. Inga underarter finns listade i Catalogue of Life.